# Objeto de Hoag

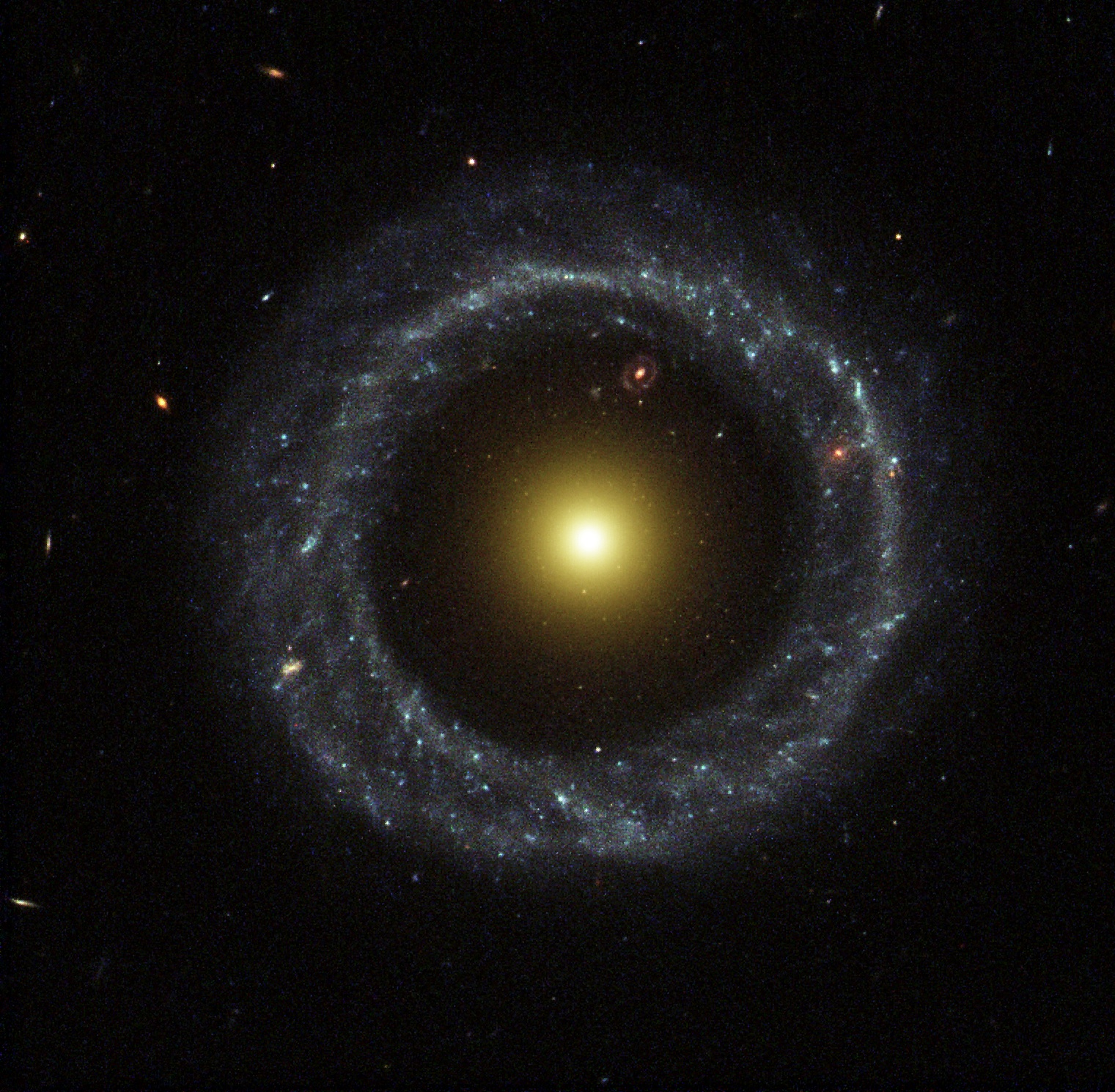
Objeto de Hoag

O Objeto de Hoag é uma galáxia em anel descoberta em 1950 pelo astrônomo Art Hoag.[carece de fontes?]

## Descoberta do Objeto de Hoag
Art Hoag julgou que a estrutura anelar deste objeto se assemelhava a uma nebulosa planetária, os restos brilhantes de uma estrela como o nosso Sol. Mas essa hipótese foi por ele descartada rapidamente, tendo sugerido que este objeto misterioso deveria de ser uma galáxia. Conhecida hoje por Objeto de Hoag, veio a confirmar-se, na década de 1970, que se tratava, de facto, de uma galáxia.
Situando-se a 600 milhões de anos-luz de distância na constelação da Serpente, esta galáxia tem cerca de 120 000 anos-luz de diâmetro, sendo ligeiramente maior que a Via Láctea. O anel azul é constituído por estrelas jovens de elevada massa, e contrasta com o núcleo central de estrelas velhas e vermelhas.
As galáxias com forma anelar podem se formar a partir de diversos processos. Uma possibilidade é através da colisão com outra galáxia. No entanto, no caso do Objeto de Hoag não há sinais de uma segunda galáxia, pelo que a explicação para a sua forma peculiar é ainda desconhecida.[carece de fontes?]